# Hemphill (rivière)
Pour les articles homonymes, voir Hemphill.
La rivière Hemphill  (en anglais : Hemphill River) est un cours d’eau de la partie Nord-Ouest de l’Île du Sud  de la  Nouvelle-Zélande.

## Géographie
Elle s’écoule à travers un pays accidenté vers le sud du parc de Parc national de Kahurangi, formant deux petits lacs (Lac Phyllis et Lac Marina) sur son trajet vers le sud pour rejoindre la rivière Mokihinui.